# De Patrick
De Patrick is een tragikomische en dramatische Vlaamse langspeelfilm uit 2019 in regie van Tim Mielants naar een scenario van Tim Mielants en Benjamin Sprengers met Kevin Janssens, Hannah Hoekstra en Jemaine Clement in de hoofdrollen.

## Verhaal
Patrick (38) woont met zijn ouders op een naturistencamping. Als zijn vader sterft, heeft hij de leiding, maar is hij zijn favoriete hamer kwijt. Zijn zoektocht wordt een existentiële zoektocht, wanneer een hamer wordt gebruikt bij een inbraakmisdrijf.

## Rolverdeling
| Acteur                | Personage     |
| --------------------- | ------------- |
| Kevin Janssens        | Patrick       |
| Hannah Hoekstra       | Nathalie      |
| Jemaine Clement       | Dustin Apollo |
| Jan Bijvoet           | flik          |
| Bouli Lanners         | Mon           |
| Pierre Bokma          | Herman        |
| Josse De Pauw         | Rudy          |
| Jean-Benoît Ugeux     | hamerverkoper |
| Frank Vercruyssen     | Wilfried      |
| Peter Gorissen        | Bert          |
| Katelijne Damen       | Nelly         |
| Janne Desmet          | Josée         |
| Tine Van den Wyngaert | Sabrina       |
| Ariane van Vliet      | Liliane       |
| Françoise Chichéry    | Florence      |
| Louis van der Waal    | Henk          |

## Prijzen en nominaties
Tim Mielants won een Kristallen Bol als beste regisseur op het Internationaal filmfestival van Karlsbad. Op het Austin Fantastic Fest won Tim Mielants voor de film en voor zichzelf als beste regisseur een Next Wave Award. Bij de Magritte du cinéma 2020 kreeg de film vijf nominaties en werd De Patrick laureaat van de Beste Vlaamse film. De belangrijkste prijzen en nominaties:
| Jaar | Prijs                                    | Categorie                           | Genomineerde(n)                    | Uitslag     |
| ---- | ---------------------------------------- | ----------------------------------- | ---------------------------------- | ----------- |
| 2019 | Internationaal filmfestival van Karlsbad | Kristallen Bol voor beste regisseur | Tim Mielants                       | Gewonnen    |
| 2020 | Magritte du cinéma                       | Beste Vlaamse film                  | Tim Mielants                       | Gewonnen    |
| 2020 | Magritte du cinéma                       | Beste acteur                        | Kevin Janssens                     | Genomineerd |
| 2020 | Magritte du cinéma                       | Beste acteur in een bijrol          | Bouli Lanners                      | Genomineerd |
| 2020 | Magritte du cinéma                       | Beste kostuums                      | Valérie Le Roy                     | Genomineerd |
| 2020 | Magritte du cinéma                       | Beste decor                         | Hubert Pouille en Pepijn Van Looy  | Genomineerd |
| 2021 | Ensor                                    | Beste film                          | Savage Film                        | Gewonnen    |
| 2021 | Ensor                                    | Beste regie film                    | Tim Mielants                       | Gewonnen    |
| 2021 | Ensor                                    | Beste scenario film                 | Benjamin Sprengers en Tim Mielants | Gewonnen    |
| 2021 | Ensor                                    | Beste acteur film                   | Kevin Janssens                     | Gewonnen    |
| 2021 | Ensor                                    | Beste acteur film                   | Pierre Bokma                       | Genomineerd |
| 2021 | Ensor                                    | Beste actrice film                  | Ariane Van Vliet                   | Genomineerd |
| 2021 | Ensor                                    | Beste D.O.P.                        | Frank van den Eeden                | Gewonnen    |
| 2021 | Ensor                                    | Beste art direction                 | Hubert Pouille en Pepijn Van Looy  | Gewonnen    |
| 2021 | Ensor                                    | Beste make-up                       | Lili Dang-Vu                       | Genomineerd |
| 2021 | Ensor                                    | Beste kostuums                      | Valérie Le Roy                     | Gewonnen    |
| 2021 | Ensor                                    | Beste montage                       | Alain Dessauvage                   | Genomineerd |
| 2021 | Ensor                                    | Beste muziek                        | Geert Hellings                     | Genomineerd |
| 2021 | Ensor                                    | Beste sound design                  | Peter Flamman                      | Genomineerd |

## Productie
De filmproductie liep van 1 mei tot 30 november 2018. Er werd van 9 juli tot 30 augustus 2018 gefilmd in Antwerpen, Aalst en de Ardennen.